# HCB-Skandal im Görtschitztal
Der HCB-Skandal im Görtschitztal bezeichnet die Freisetzung und Anreicherung von Hexachlorbenzol (HCB) im Görtschitztal in Kärnten, die 2014 bekannt wurde.

## Vorgeschichte
In der Gemeinde Brückl im unteren Görtschitztal befindet sich seit 1926 die Altlast „Kalkdeponie Brückl I/II“, eine ehemalige Betriebsdeponie der Donau Chemie, in der ca. 230.000 m³ durch Chlorkohlenwasserstoffe (CKW), Hexachlorbenzol und Hexachlorbutadien belastetes Material gelagert wurde. Als Nebenprodukt der Acetylen-Herstellung entstandener Blaukalk wurde zwischen 1952 und 1981 gemeinsam mit CKW-haltigen Schlämmen in beiden Teilen der Deponie als Halde gelagert. Ab 1995 wurden CKW durch Bodenluftabsaugung aus der Deponie entfernt. Im Grundwasserkörper wurden hohe Werte an CKW nachgewiesen. Das Schadstoffpotenzial wurde daher 2003 vom Umweltbundesamt als „äußerst hoch“ eingestuft, die Priorität der Altlast wurde mit 1 (= höchste Dringlichkeit einer Sanierung) klassifiziert.

## Chronologie
Im Rahmen der ab 2011 durchgeführten Sanierungsarbeiten erhielt das Zementwerk w&p Zement der Wietersdorfer-Gruppe nach einer öffentlichen Ausschreibung den Auftrag einer thermischen Entsorgung des Materials, die nach Angaben der Donau Chemie bei hohen Temperaturen über 800 °C möglich ist. Nach Angaben von Greenpeace wurde der HCB-Gehalt der Emissionen des Werks nicht gemessen.
Im März 2014 stellte die Agentur für Gesundheit und Ernährungssicherheit in Lebensmitteln aus dem Görtschitztal Überschreitungen der HCB-Grenzwerte fest.
Obwohl seit Monaten amtsintern im Land Kärnten bekannt, gab erst am 26. November 2014 Landesrat Christian Benger in einer Pressekonferenz bekannt, dass in vier landwirtschaftlichen Betrieben der Milchproduktion der Region Belastungen von Milch und Futtermitteln (Gras und Heu) mit HCB ermittelt wurden, 35 Betriebe würden kontrolliert. Davon erhielt Landeshauptmann Peter Kaiser erst aus der Presse Kenntnis. Erst Anfang Dezember warnte Landesrat Rolf Holub von der Kärntner Landesregierung vor dem Verzehr von Lebensmitteln aus dem Görtschitztal. Gleichzeitig musste die Sonnenalm-Molkerei in Klein St. Paul wegen der Verunreinigungen in Rohmilch den Betrieb zunächst einstellen.
Am 16. Dezember 2014 wurde der Firma Wietersdorfer die Genehmigung der Landesregierung für die Verwertung von Blaukalk entzogen. Die Firma kündigte an, Einspruch zu erheben, um eine rechtliche Klärung sicherzustellen. Am 22. Dezember kündigte Wietersdorfer den Vertrag mit Donau Chemie zur Verbrennung. Die Donau Chemie erklärte, die Kündigung nicht zu akzeptieren. Die Zementherstellung wurde ohne Einsatz von Blaukalk am 13. Februar 2015 wieder aufgenommen.
Staatsanwaltschaft und Landeskriminalamt nahmen Ermittlungen auf. Die Landesregierung gab am 18. Dezember 2014 die Einsetzung einer Untersuchungskommission unter Leitung von Bernd-Christian Funk bekannt. Der Kärntner Landtag setzte einen Untersuchungsausschuss ein. Die ersten öffentlichen Sitzungen fanden ab 28. Jänner 2015 statt.
Im Jänner 2015 wurde mit dem Abtransport von 20.000 Tonnen Futtermitteln sowie mit freiwilligen Tests der Bevölkerung auf HCB in Blut oder Muttermilch begonnen. Am 12. März wurde bekanntgegeben, dass 21 der 131 durchgeführten Blutproben über dem Referenzwert (Belastung von 95 % der österreichischen Bevölkerung) lagen.
Ein Teil der bis Ende des Jahres 2014 analysierten Lebensmittelproben war mit HCB belastet. Mitte Jänner 2015 war die Warnung vor bestimmten Lebensmittel wie Milch, Fleisch und Öl aufrecht.
Wasseranalysen der Gurk zeigten laut Greenpeace im März 2015 deutliche Grenzwertüberschreitungen.
Bis Ende März 2015 wurden 289 Rinder vernichtet, 800 Tonnen Milch entsorgt und verbrannt und kontaminierte Futtermittel von 332 Betrieben aus sechs Gemeinden abtransportiert. Ein Hilfsfonds der Landesregierung wurde auf sieben Mio. Euro aufgestockt. Belastete Heuballen, die bis dahin in Wietersdorf gelagert waren, wurden ab Jänner 2018 ins Ausland abtransportiert. Ein Teil davon soll in Deutschland rückstandslos verbrannt werden.
Die Funk-Kommission beendete Ende April ihre Untersuchungen. Eine Zusammenfassung des Berichtes wurde am 18. Mai 2015 der Öffentlichkeit präsentiert und zeigte grobe Mängel sowohl in der Arbeit der Behörden als auch des Zementwerks und Kommunikations- und Informationsdefizite aller Beteiligten auf. Der Prüfbericht wurde zunächst der Staatsanwaltschaft und dem U-Ausschuss übermittelt und ist mittlerweile auch veröffentlicht.
Am 21. April 2016 wurde der Endbericht veröffentlicht, nach dem Futter und Milch nicht mehr belastet sind.
Die Deponie in Brückl wurde nach dem Scheitern von Sanierungsvorhaben versiegelt. Die Einhausung des Deponiekörpers wurde im September 2018 abgeschlossen. In diesem Rahmen wurde angekündigt, künftig alle fünf Jahre jeweils ein neues Sanierungskonzept nach Stand der Technik zu erstellen.
Von 2014 bis Juni 2018 wurden sieben Serien von Blutuntersuchungen bei der betroffenen Bevölkerung durchgeführt, weitere Nachuntersuchungen in Dreijahresintervallen sind geplant.
Die Verantwortlichen der Firma Wietersdorfer erhielten 2021 eine Diversion.
Im Juli 2022 wurde von der Kronen Zeitung veröffentlicht, dass sich die Gehalte von Hexachlorbuta-1,3-dien in Fischen unterhalb der Deponie Brückl von 2021 auf 2022 verzehnfacht hätten. Die zuständige Landesrätin Sara Schaar widersprach und sagte, dass die Sanierungen der Deponien und kontaminierten Flächen im Plan lägen.